# Baptista Tevékeny Szeretet Misszió
A Baptista Tevékeny Szeretet Misszió (BTESZ) története 2009-ben kezdődött azzal az alapgondolattal, hogy a segítségre szorulók számára olyan szolgáltatásokat hozzunk létre, melyek által életminőségük javul, a társadalomban és családjukban helyüket megtalálva a saját életük alakítóivá válhatnak.
Az intézményrendszert teljes egészében az a lelkes vezetői csapat szervezte, amely jelenleg is azon munkálkodik, hogy a kialakított intézmények, szolgáltatások szakmai tartalma megfelelő legyen, és az ellátások minden érintett részére elérhetővé váljanak.
A szervezet alapítója a Magyarországi Baptista Egyház. Intézményeinkben vallási felekezettől függetlenül minden érdeklődőt és szolgáltatásra jogosultat ellátunk. A szociális munka eszköztárát használva a problémák feltárására, megoldására helyezzük a hangsúlyt és emellett igény esetén az ellátottjaink részére lelki gondozást is tudunk biztosítani.
Fontos a szervezetünk számára, hogy minden intézményünkben és szolgáltatásunknál, minden klienssel töltött alkalommal a BTESZ alapértékei megjelenjenek:
- Alázat
- Bizalom
- Tisztelet
- Empátia
- Szakmaiság

A BTESZ olyan szolgáltatásokat nyújt, melyeket Magyarország törvényei, mint kötelező alapfeladatok meghatároznak. Kizárólag a jogszabályok szerint működünk, így nagyban hozzá tudunk járulni az önkormányzatok által végzendő kötelező feladatellátáshoz. Megfelelünk mind a szakhatósági, az ágazatirányítási szervek, valamint a Magyar Államkincstár és az Állami Számvevőszék által végzett ellenőrzéseknek is.
A Baptista Tevékeny Szeretet Misszió 2020-ban az Állami Számvevőszék Elnökétől külön dicséretben részesült a megfelelően szabályozott, fegyelmezett gazdálkodásáért. Felkérést kaptunk a Számvevőszék által szervezett konferenciára is, hogy szervezetünk működési rendszerét, mint jó gyakorlatot bemutassuk.
Hiszünk abban, hogy egy közös cél érdekében történő együttmunkálkodás eredményes és célravezető. Szívesen együttműködünk azokkal a szervezetekkel és személyekkel, akik egy fontos ügyért harcolnak és ezáltal a szükséget szenvedő állampolgároknak és közvetve azok családjainak nyújtanak segítséget.
Hiszünk magunkban, egymásban és a kompromisszumok nélküli szakmaiságban.

### Szolgáltatásainkról átfogóan
Az országban naponta kb. 1500 ember dolgozik a BTESZ kötelékében annak érdekében, hogy a kb. 15 ezer ember gondozását, segítését elvégezze. Ez egy közel 100 fős központi apparátus irányításával napról-napra meg is valósul, melyért dolgozóinknak legmélyebb hálánkat, tiszteletünket fejezzük ki.
Törekszünk arra, hogy a társadalom figyelmét ráirányítsunk a segítő munka szükségességére és az önkéntes munka lehetőségére. Megalkottuk önkéntes stratégiánkat, így a már jelenleg is nagy számban kötelékünkbe tartozó önkéntesek szervezetten, kiszámíthatóan, szabályozott keretek között dolgozhatnak.

#### Integrált intézményeinkről - Alapszolgáltatások
Ezen intézményeink több alapszolgáltatást, illetve szakellátást nyújtanak. Ennek a működési formának nagy előnye, hogy az ellátott azt a szolgáltatást fogja megkapni az intézmény keretében, melyre a leginkább szüksége van, mely segíti az elsődleges problémájának megoldását. A szolgáltatások jól kiegészítik egymást, átjárhatóak. Nyomon követhető a kliens “útja” az intézményen belül, a segítségnyújtás az élethelyzetének, szükségleteinek leginkább megfelelő módon történik.

## Étkeztetés
A BTESZ 2015-ben kezdte meg az étkeztetést az ellátottak körében. Korábban 7, mára már 9 integrált intézmény nyújtja a szolgáltatást a kelet-magyarországi régióban.
Kiemelkedő lefedettséggel rendelkezünk. 4 vármegyében 63 településen vagyunk jelen és immár közel 10.000 megállapodással rendelkező ellátotthoz juttatjuk el a saját konyhánk által elkészített menüket.
A korábbi években helyi főzőkonyhákkal álltunk szerződéses viszonyban, amit 2020-ban felváltott a sajátunk elindítása. Tégláson egy 10.000 adagszámú kapacitással bíró, a régió egyik legkorszerűbb üzemi konyháját működtetjük.
Napjaink egyik legfontosabb témája az élelmiszerbiztonság. Gyakran szembesülünk azzal, hogy az idős ellátottjaink mennyire aggódnak a jelenlegi időszakban az ételük megfelelő minőségéért. A BTESZ pedig kiváltképp odafigyel ellátottjai egészségére: úgy ételeink megfőzésekor, mint azok szállítása közben is a legszigorúbban betartjuk a hatályos előírásokat. Ételeink biztonságos fogyaszthatóságát viszont nem tartósítószerekkel biztosítjuk, hanem főzés utáni gyors visszahűtéssel, valamint a megfelelő hőmérsékleten történő szállítással.

## Házi segítségnyújtás
Szervezetünk 10 intézményi telephelyi központtal biztosítja a BTESZ egyik legrégebben működő alapszolgáltatását. 9 intézmény Kelet-Magyarország több településén (több mint 60), 1 intézmény pedig zalaegerszegi központtal szakképzett, tapasztalt munkatársaink segítségével biztosítja az idősek ellátását saját otthonukban.
A gondozási folyamatot a tőlünk telhető legnagyobb körültekintéssel, az egyéni igényekhez igazodva szervezzük meg, így a hétköznapokon kívül egyes területeken hétvégén is biztosítjuk a szolgáltatást. Munkatársaink hozzájárulnak az idős, segítségre szoruló személyek életminőségének javításához, illetve tevékenységeik által a mindennapi „rutinfeladatokat” is megkönnyítik, hozzájárulnak a szolgáltatást igénybe vevők fizikai, mentális, pszichés állapotának megőrzéséhez, javításához.
A szakmai, jogszabályi előírásokban található tevékenységeken kívül szükség esetén lelkigondozás biztosításával is segítjük az időseket. A munkatársaink részére szakmai belső tréningeket, képzéseket biztosítunk, illetve az egyéni tanulmányok folytatását is támogatjuk. Kiemelt figyelmet fordítunk a hozzánk forduló idősek elégedettségének mérésére is, amelyet kollégáink személyes megkeresés útján vagy infokommunikációs eszközök segítségével végeznek el.
Célunk, hogy az idős hozzánk forduló emberek a szolgáltatás igénybevételével biztonságos és méltóságteljes életet tudjanak élni. Szívügyünk az idősellátás, mert nem egy feladat ellátását biztosítjuk, hanem korábban a „mi” fejlődésünket segítő embertársainknak viszonozzuk az általuk nyújtott önzetlen törődést, gondoskodást. Ezért legfontosabb alapelvünk, hogy olyan szolgáltatást nyújtsunk, amit saját szüleinknek, nagyszüleinknek is szívesen ajánlanánk.

## Fogyatékossággal élő személyek ellátása
Nappali ellátás
A szervezet 2020 óta foglalkozik fogyatékossággal élő személyek nappali ellátásával, immáron 6 településen. Célunk, hogy a fogyatékossággal élők társadalmi részvételét lehetővé tegyük, és erősítsük az integrációt helyi és társadalmi szinten egyaránt.
Hiszünk abban, hogy a készségek fejlesztésén túl a szerető gondoskodás és befogadás is kiemelt fontosságú.
A csapatunkat 100%-ban szociális képesítéssel rendelkező szakemberek alkotják, és rendkívül elhivatottak, alázatosak vagyunk a munkánk és az ellátottjaink iránt. Folyamatosan fejlődünk, ahogyan az intézményünk is. Szolgáltatásunk napközbeni ellátást biztosít fogyatékossággal élő személyek számára, ezáltal segítséget nyújtunk a családoknak is. Célunk, hogy számukra is legyen egy olyan hely, ahol csupaszív emberek veszik körül őket és teljes figyelmet szentelnek nekik!
Támogatott lakhatás
A Baptista Tevékeny Szeretet Misszió 2023-ban az EFOP-2.2.25-22-2022-00030 azonosítószámú, „Támogatott lakhatás kialakítása és szociális alapszolgáltatások fejlesztése Hajdúböszörményben” című támogatásban részesített projektjének keretében új szolgáltatásként támogatott lakhatást alakított ki 24 fő fogyatékossággal élő személy részére, valamint új szolgáltatásként támogató szolgáltatást hozott létre.
A projekt célcsoportja tekintetében nyitottságot kívánunk megvalósítani a fogyatékosság típusára és mértékére való tekintettel is. A lakhatási szolgáltatás kialakítása során az önálló életvitel fenntartását és annak elősegítését valósítjuk meg.
A projektzáró rendezvényen Fülöp Attila, a Belügyminisztérium gondoskodáspolitikáért felelős államtitkára hangsúlyozta: Fontos, hogy a fogyatékossággal élők esélyt kaphassanak arra, hogy a maguk urai lehessenek, megtalálják azt, hogy miben tudnak sikeresek lenni, milyen munkában tudnak kiteljesedni.
A támogatott lakhatás 3 hajdúböszörményi ingatlanban valósult meg, mindegyik családiházas övezetben. 2 ingatlanban teljes akadálymentességet biztosítunk, mely vonatkozik mind a fizikai, mind pedig az infokommunikációs akadálymentességre is. Egy ingatlanban pedig mindez a földszinti lakórészben valósult meg. Mindhárom ingatlant napelemek felhelyezésével, energiatárolás lehetőségének biztosításával, továbbá hőszivattyús fűtés kialakításával kívánunk ellátni.
Új támogató szolgáltatást hoztunk létre 24 fő számára, melynek ellátásához 2 db 9 személyes elektromos gépjárművet vásároltunk és alakítottunk át mozgáskorlátozottak számára.

## Szenvedélybeteg és pszichiátriai ellátás
A Baptista Tevékeny Szeretet Misszió több mint 10 éves tapasztalattal rendelkezik a szenvedélybetegek ellátásának területén. Szervezetünk 9 intézményi telephelyi központtal (Balmazújváros, Hajdúböszörmény, Hajdúnánás, Derecske, Debrecen, Nyíregyháza, Püspökladány, Szolnok, Vásárosnamény) biztosítja a munkatársainkhoz forduló szenvedélybetegek részére a „felépülés” segítését, támogatását.
A fizikai komfortérzet (tisztálkodás, mosás) igénybevételének lehetőségén kívül, a szociális ügyek intézésén túl a mentális, pszichés állapot javítását helyezzük előtérbe. Egyéni esetkezelések (pl.: családi kapcsolatok javításának segítése), különböző típusú, tematikájú csoportfoglakozások (közösségi lét pozitív hatása) megszervezése mellett igény szerint segítjük az egyént pszichiáter szakorvoshoz való eljutásban is.
Több intézményünk pszichológus, addiktológus szakember konzultációs elérhetőségét is biztosítja az intézményben, emellett szükség szerint a szakmai munkát lelkigondozás is kiegészítheti. A munkaerőpiaci integrálódást segítve, a szolgáltatást igénybe vevő egyének részére szükségleteiknek megfelelően tréningeket is biztosítunk.
A fent felsorolt lehetőségeket az egyéni szükségleteknek megfelelően az egyéni vállalások „tempójának”, ütemének megfelelően segítjük – a segítő munkánk fókuszában a gyógyulás, az absztinencia tartósságának elérése van. Egy „új”, szermentes életvitel, más minőségű élethelyzet kialakulását, fenntartását tűzzük ki a szakmai munka céljának. Munkatársaink lelkiismeretesen, empatikusan, a szakmai szabályokat betartva támogató környezetet biztosítanak a hozzánk forduló betegséggel küzdő személyeknek. A szakképzett munkatársaink részére pedig szakmai továbbképzéseken való részévétel lehetőségét biztosítjuk a minőségi, professzionális munka színvonalának folyamatos emelésének érdekében.
Támogatott lakhatás
Jelenleg Gyulán és Miskolcon működtet a szervezetünk 12 és 10 fő befogadására alkalmas támogatott lakhatás szolgáltatást szenvedélybetegek részére.
A szolgáltatás a józan életet élő szenvedélybetegek terápiájának utolsó fázisát teremti meg a teljesen önálló, absztinens életvitel megkezdését segítve, támogató környezetben.

## Új Esély Központok (ÚEK) – Szenvedélybeteg és Pszichiátriai ellátás
A hátrányos helyzetű emberek, csoportok segítése, felkarolása emberi kötelességünk. Mindennapi életünk során sokszor önmagunk előtt is észrevétlen módon nyújtunk segítséget embertársainknak (leginkább hozzátartozóinknak), azonban kötelességünk, hogy a társadalom által fenntartott segítő rendszerek professzionálisan, mindenki számára elérhető helyen működhessenek.
Így az ország polgárainak esélyeit növelhetjük annak érdekében, hogy a munkaalapú társadalomba integrálódjanak és lehetőség szerint családban, hozzátartozóikkal megfelelő életminőségben élhessenek.
Minden erőnkkel azon vagyunk, hogy mindenkinek meglegyen az esélye – sokaknak „új esélye”- arra, hogy életvitelét megfelelővé alakítsa és ehhez megkapja azt a segítséget, ami számára szükséges.

### Az Új Esély Központok szükségessége
A Baptista Tevékeny Szeretet Misszió és annak jogelődje 15 éve tevékenykedik elsősorban az idősek, illetve a szenvedélybetegek ellátásában. A megszerzett ismereteink és tapasztalataink, valamint az elmúlt évek történései (Covid, háború a szomszéd országban) sarkalltak minket arra, hogy megismerjük ezen traumatizáló helyzetek következményeit és ezáltal tervezzük további fejlesztéseinket. Kutatásokat tanulmányoztunk, illetve a Debreceni Egyetemmel együttműködve saját kutatást is végeztünk, melynek eredménye egyértelműen megmutatta, hogy az alkoholfogyasztás többszörösére növekedett, illetve a családon belüli erőszak száma is drasztikusan megemelkedett. Ezen elemzések ismeretében hoztuk meg azt a stratégiai döntést, hogy a szenvedélybeteg és pszichiátriai nappali alapellátást nyújtó intézményrendszert széles körben kiépítjük. A döntés meghozatala előtt sok szervezettel – ágazatirányítási képviselőkkel, szakmai szervezetekkel, polgármesterekkel – egyeztettünk, valamint a társadalmi folyamatokat, az emberek problémáit, élethelyzeteit vizsgáltuk. Összességében azt láttuk, hogy a szenvedélybeteg és pszichiátriai alapellátás szükségessége az egész országban megalapozott, viszont kiépítettsége hiányos.

### Az Új Esély Központok megalapozottsága
Egy Új Esély Központ létrehozását több helyi szintű megvalósítási tanulmány alapozza meg.
Alapelvünk, hogy a szociális szolgáltatások a nélkülözők és egyéb más problémával küzdők számára elérhetőek legyenek és mindenkinek legyen lehetősége segítséget kérni és kapni!
Mivel a pszichiátriai és szenvedélybetegség nem korlátozódik földrajzilag és társadalmilag sem egy-egy lokális helyszínre, így indokolt és szükséges az országos lefedettségben gondolkodni.
Az elmúlt évtizedben az önkormányzatok a nappali intézmények megszervezésében jelentős elmaradásokban vannak annak ellenére, hogy a szociális igazgatásról és szociális ellátásokról szóló 1993. évi III. törvény 86. § -a alapján a települési önkormányzat köteles biztosítani a nappali ellátást a rászoruló célcsoport számára.  Így a létrehozás szükségességét törvényi kötelezés is alátámasztotta.
Az egyeztetések, megbeszélések, kutatómunkák hozták meg azokat az eredményeket, hogy megfelelő társadalmi és szakmai támogatottsággal létrehozzuk az intézményeket.

### Az Új Esély Központok céljai
Célunk, hogy a hátrányos helyzetű társadalmi rétegek munkaerőpiaci és társadalmi reintegrációját elősegítsük. Ennek érdekében adekvát készségfejlesztő programokat, tréningeket dolgoztunk ki, és dolgozunk EU-s magas élőmunka igényű projektek előkészítésén.
A szakmai munka erősítése:
- Kidolgoztuk a pszichiátriai és szenvedélybeteg nappali ellátás protokollrendszerét, melyet az NSZI által pontszerző akkreditált képzés keretein belül kötelezően minden ÚEK dolgozó számára előírt határidőn belül el kell végezni.
- Kapcsolódtunk az ÚEK-el rendelkező települések szociális vérkeringésébe: a településeken az 1993. évi III. törvény 58/B. § (2)   bekezdés alapján létrejött szociálpolitikai kerekasztal tagjaiként részt veszünk az 1993. évi III. tv. 92. § (3) bekezdésében foglalt szociálpolitikai koncepció kialakításában, rendszeres felülvizsgálatában, mely a település átfogó szociális ellátását tervezi, értékeli, szükség esetén a hiányzó szolgáltatásokat – a jelentkező szükségletek mentén – megszervezi, szerződés alapján a feladatot átadja
- Kialakítottuk a helyi szintű szakmai együttműködéseket.
- Csatlakoztunk a települések Kábítószer Egyeztető Fórumához (ahol nem volt ilyen, ott kezdeményeztük, kezdeményezzük a létrehozást).

Célunk, hogy országos szinten 7 regionális intézmény keretein belül 5-7 telephelyet hozzunk létre és működtessünk magas szakmai színvonalon.

## Gyermekvédelem és közoktatás

### Nevelőszülői hálózat
A Boldog Gyermekkor Nevelőszülői Hálózat célja, hogy biztonságos és támogató környezetet nyújtson azoknak a gyermekeknek, akik ideiglenesen vagy tartósan nem maradhatnak szüleiknél. A nevelőszülők gondoskodnak a gyermekek testi, lelki, értelmi, érzelmi és erkölcsi fejlődéséről, különösen akkor, ha a gyermekek alapvető szükségleteit a saját családjukban nem tudják kielégíteni.
Minden gyermek egyedi problémákkal érkezik hozzánk, ezért kiemelt figyelmet fordítunk a nevelőszülők és párjaik, valamint a hálózat munkatársainak oktatására, hogy minden helyzetben megfelelő segítséget nyújthassunk a hozzánk kerülő gyermekek számára. A szakmai támogatást tanácsadók, pszichológusok és szupervizorok biztosítják, a szakmai vezetők pedig mindent megtesznek annak érdekében, hogy hatékonyan irányítsák és támogassák a hálózat munkáját.
A nevelőszülőknek nyújtott támogatás érdekében a hálózat számos kezdeményezést indított. Ezek közé tartozik a helyettesítők bevonásával történő terhek csökkentése, szakmai és szabadidős programok szervezése, valamint anyagi és egyéb támogatások biztosítása, amelyek hozzájárulnak a nevelőszülők és a gyermekek életminőségének javításához.
Munkánk során továbbá az utó- és tehetséggondozásra is nagy figyelmet fordítunk. Ügyelünk a hálózat családias jellegének megtartására, valamint a gyermekek fejlesztésére már csecsemőkortól kezdve. Ezt prioritásként kezeljük, és támogatásokat nyújtunk ezen szolgálatok, szolgáltatások elérésére.
Jelenleg szolgáltatásaink a következőképpen alakulnak a már működő területeken:
- Hajdú-Bihar, Jász-Nagykun-Szolnok és Heves vármegyében a nevelőszülői jogviszonyban álló nevelőszülők létszáma jelenleg 46 fő.
- Borsod-Abaúj-Zemplén és Szabolcs-Szatmár-Bereg vármegyében a nevelőszülői jogviszonyban álló nevelőszülők létszáma jelenleg 156 fő.

A Boldog Gyermekkor Nevelőszülői Hálózat 2024-2026-os évekre vonatkozó fejlesztési célja és stratégiája a Baptista Tevékeny Szeretet Misszió fenntartó elképzeléseivel megegyezően, hogy a gyermekvédelmi szakellátás területeit országos színtű ellátássá alakítsa át, és fejlessze az általa nyújtott gyermekvédelmi szolgáltatás minőségét.
Hisszük, hogy a gyermekek állapotához és életkorához igazított gondoskodás és a szerető, családias közeg a kulcsa annak, hogy a hozzánk kerülő gyermekek boldog és magabiztos felnőttekké cseperedjenek, és később minden szükséges tudással felvértezve lépjenek ki a nagybetűs élet forgatagába.

## Családi bölcsődék
A Baptista Tevékeny Szeretet Misszió fenntartásában működő családi bölcsődék 1-3 éves korú gyermekek gondozását, nevelését végzik. A bölcsődék csoportjai kis létszámúak (maximum 7 fő), így a nevelők rugalmasan tudják követni az időszakonként változó igényeket. Családi bölcsődéink napirendje hasonlít egy sokgyermekes családéhoz, ahol a gyermekek biztonságos, otthonos környezetben élnek. A gyermekek gondozását arra alkalmas (szakképzettséggel rendelkező) személy és egy segítő látja el. Bölcsődéink működése hatóságok által ellenőrzött, engedélyhez kötött.

### Felhőcske Családi Bölcsőde
A Felhőcske Keresztény Családi Bölcsőde Szada központjában, jól megközelíthető helyen található. A ház, elkerített udvarral teljes egészében a gyermekek rendelkezésére áll, a berendezésénél pedig az otthonos, barátságos hangulat megteremtésére törekedtünk. A gondozást, nevelést szakképzett nevelők látják el. Bölcsődénk nyitott mindenki előtt, szeretettel várjuk az 1-3 éves gyermekeket, akár heti 3-4 napra is. Hitünkből adódóan szeretnénk örök értékeket adni a gondjainkra bízott gyermekeknek, példát mutatni őszinteségből, hálából, megbocsátásból és bocsánatkérésből, továbbadni mindennapi munkánkban azt, amit mi is kapunk: Isten szeretetét. Szeretnénk a ránk bízott gyermeket megkülönböztetett figyelemmel, feltétel nélküli szeretettel, biztonságot adó korlátokkal gondozni, nevelni. A bölcsőde két csoportjában 14 gyermek vesz részt, akiknek a fejlődését öt munkatársunk segíti.

### Gyermekéden Családi Bölcsődék
Gyermekéden Családi bölcsődéink Nyíregyháza szívében biztosítanak fejlesztő közösséget a gyermekek számára. A kis létszámú, hét fős csoportokban kiemelten fontos a gyermekek mentális és fizikai fejlődésének, mozgáskoordinációjának, kognitív fejlődésének (észlelés, érzékelés, figyelem) és szem-kéz koordinációjának fejlesztése. A finommotorikát és a nagy mozgásokat játékos eszközökkel fejlesztjük, éneklünk és mondókázunk a figyelemfenntartás fejlesztése érdekében, illetve megünnepeljük a “nagyok” ünnepeit, és a kicsik névnapjait és születésnapjait a napirend és szokásrend kialakítása érdekében. A bölcsődében jelenleg 22 gyermeket nevelünk, akiknek nyolc munkatársunk segíti a fejlődését.
Terveink
A 2024-es évben négy új bölcsődét tervezünk nyitni, ezzel is segítve a családokat. Bölcsődéink Ecseren, Erdőkertesen, Püspökladányban és Szadán nyílnak, ahol intézményenként 28, összesen 112 gyermek ellátását vállaljuk.

## Óvodai ellátás
A Baptista Tevékeny Szeretet Misszió 2022-ben nyitotta meg a Bárka Baptista Óvodát Erdőkertesen, mely jelenleg 100 gyermek gondozását vállalja. Óvodánkban keresztény szellemiségben, gyermekcentrikusan, türelemmel és szeretettel segítjük a gyermekek növekedését. Bárkánkban biztonságban fejlődhetnek, miközben az életre is készítjük őket. Személyiségük kibontakozását egyéni igényeik és korosztályi sajátosságaik mentén segítjük. Családias légkörű csoportjainkban megtanulhatják, hogy mit jelent másokkal egy hajóban evezni, együttműködni, de a közösség megélése mellett lehetőség van az elkülönülésre, az egyéni igények betöltésére is.
Keresztény szellemű nevelésünk célja, hogy a gyermekek élménygazdag környezetben, az egyéni fejlődésük figyelembevételével, koruknak megfelelően iskolás életmódra érett, harmonikusan kibontakozó, problémamegoldó személyiségekké váljanak.
Baptista óvodaként mindennapjaink fontos része a közös imádkozás, a Bibliai történetek megismertetése a gyermekekkel, a keresztény ünnepek ünneplése, keresztény gyermekdalok megtanulása, részvétel Istentiszteleti alkalmakon.
A szeretetet tartjuk a leghatékonyabb pedagógiai eszköznek, módszernek. A szeretetteljes kapcsolat az alapja a gyermekek számára az új dolgok megértésének, az érzelmi átélésnek, a szociális viselkedésminták átvételének, a normák, értékek, szabályok elfogadásának és a konfliktushelyzetek megoldásának.
Tiszteletben tartjuk a családi nevelés elsődlegességét. Óvodánkban a szülőkkel együtt nevelve munkálkodunk úgy, hogy ők is részévé váljanak az óvodai nevelésnek. Célunk egy olyan szeretetteljes, befogadó, érzelemgazdag közösség megteremtése, ahol a gyermekek testi szükségletein túl lelki szükségleteik is hiánytalanul kielégülnek.
Amennyiben a speciális igényű gyermek eredményes nevelése, fejlesztése megoldható integráltan a többi gyermekkel együtt, vállaljuk óvodai nevelését utazó gyógypedagógus segítségével.
Szakmaiságunk fontos pillére az Óvodai Nevelés Országos Alapprogramja. Az óvodában 17 munkatárs dolgozik.

## TASAK Tanoda
A tuzséri TASAK Tanoda a Baptista Tevékeny Szeretet Misszió fenntartásában működő intézmény. A tanoda munkatársai azon fiataloknak, gyermekeknek segítenek, akik számára nem adottak a tanulmányi előrehaladáshoz szükséges feltételek: otthon nem támogatják őket a tanulásban, nincs saját szobájuk, nem megoldott a házi feladatok ellenőrzése. A tanodában azonban nemcsak a tanulásban kapnak segítséget, hanem egy közösséghez is tartozhatnak, ahol szociális készségeiket is fejlesztik, együttműködést, csapatmunkát, kitartást tanulnak.
A TASAK Tanoda oktatási programjában éves szinten 50 fiatal vesz részt. A gyermekek ingerszegény környezetből érkeznek, ezért a BTESZ Alapítvány rendszeresen szervez számukra élményprogramokat, olyan alkalmakat, amelyek inspirálják őket. Így vettek részt több sportnapon, találkoztak már hivatásos sportolókkal, köztük Lovrencsics Gergő válogatott labdarúgóval is, vagy kirándultak a nyíregyházi állatkertben.
A kiemelkedő teljesítményű, szorgalmas gyermekeket oklevéllel és ajándékcsomaggal díjazzák minden évben az alapítvány munkatársai.

## BTESZ ALAPÍTVÁNY
Alapítványunk célja a jövő generációjának hátrányos helyzetből induló, de szerencsésebb társaihoz hasonló álmokkal élő tagjainak segítése. Azoknak szeretnénk támogatást nyújtani, akik azonos képességekkel, de messze lemaradó lehetőségekkel állnak rajtvonalhoz.
Hiszünk abban, hogy munkánkkal egyre több gyermeknek biztosíthatjuk, hogy olyan szakmát szerezzen, amit szeret és amiben sikereket érhet el. Ha ez megtörténik, nem valószínű, hogy élete utolsó éveit kiszolgáltatottan, akár hajléktalanként kell majd leélnie.
Azt is tudjuk, hogy a tanuláshoz és a kiegyensúlyozott iskolai teljesítményhez a legtehetségesebbeknek is kell cipő, ruha és természetesen egészséges étel az asztalra. Abban is biztosak vagyunk, hogy a támogató környezet nélkülözhetetlen, ahol nemcsak a testi, szellemi fejlesztést, de lelki építést is szem előtt tartják, és ahol a gyermeket őszinte barátok veszik körül.
Tevékenységünk szerteágazó, de fókuszában egy cél van: minél több gyermeknek segíteni.
Magyarországon és külföldön is támogatunk vagy szervezünk olyan programokat, amik a gyermekek jövőjét építik. Mottónk: Te jövőnek hívod. Ő álomnak. Mi célnak.
- Aktívan teszünk a digitális egyenlőségért és a fiatalok nyelvtanulásáért. 2020 márciusában indult oktatási mintaprojektünk, az Együtt a digitális egyenlőségért projekt, melynek célja, hogy segítse a hátrányos helyzetű gyermekek és fiatalok digitális és angol nyelvi kompetenciáinak fejlesztését. A projekt keretében 3200 fő nyelvtanulását támogattuk a Xeropan nyelvoktató szoftverrel, illetve közel száz tabletet juttattunk el iskolák, tanodák számára. 2021 szeptemberében Kenyában is elindult projektünk az Asante a Gyermekekért Egyesülettel együttműködve.
- A Nyíregyházi Sportcentrummal együttműködve rendszeresen szervezünk sportnapokat rászoruló gyermekek számára. A nap során a fiatalok bejárják az Atlétikai Centrumot, kipróbálnak különböző sportágakat, olimpikonokkal és hivatásos sportolókkal találkoznak és úszóedzésen is részt vesznek. A sportot egy kitörési pontnak tartjuk, ami megváltoztathatja a jövőjüket. A célunk, hogy a gyermekek olyan sportolókkal találkozzanak, akik inspirációt nyújthatnak az álmaik megvalósításához.
- Minden év augusztusában nagyszabású tanszergyűjtést szervezünk a BTESZ intézményein keresztül. Így országszerte több száz hátrányos helyzetű gyermek iskolakezdését támogathatjuk.
- Rendszeresen segítjük adományokkal és élményprogramokkal a tuzséri TASAK Tanodát. A tanoda munkatársai a tanulásban és a szociális készségek fejlesztésében segítik a fiatalokat. A kiemelkedő teljesítményű, szorgalmas gyermekeket oklevéllel és ajándékcsomaggal díjazzuk.
- Rendszeresen támogatunk adományokkal olyan intézményeket, közösségeket, ahol nagy a szükség. A tuzséri általános iskolában minden évben kedveskedünk az első osztályos tanulóknak tanszerekkel, játékokkal, sportszerekkel és egy kis édességgel. Tiszagyulaházán fiatal családokat támogattunk kisgyermekek, újszülöttek ellátásához szükséges termékekkel. Önkénteseink segítségével élelmiszercsomagokkal segítünk a rászorulóknak.
- Ösztöndíjprogramunk keretében olyan 1-12. osztályos, a tudományok, művészetek, sport, vagy egyéb tanulmányok terén tehetséget mutató gyermekeket támogatunk, akik tehetségük kibontakoztatásában hátrányos helyzetük miatt korlátozottak.
- Decemberben a Cipősdoboz Akcióhoz csatlakozva több száz hátrányos helyzetű gyermek karácsonyát tesszük szebbé minden évben.